# Mosquée Sidi Ameur

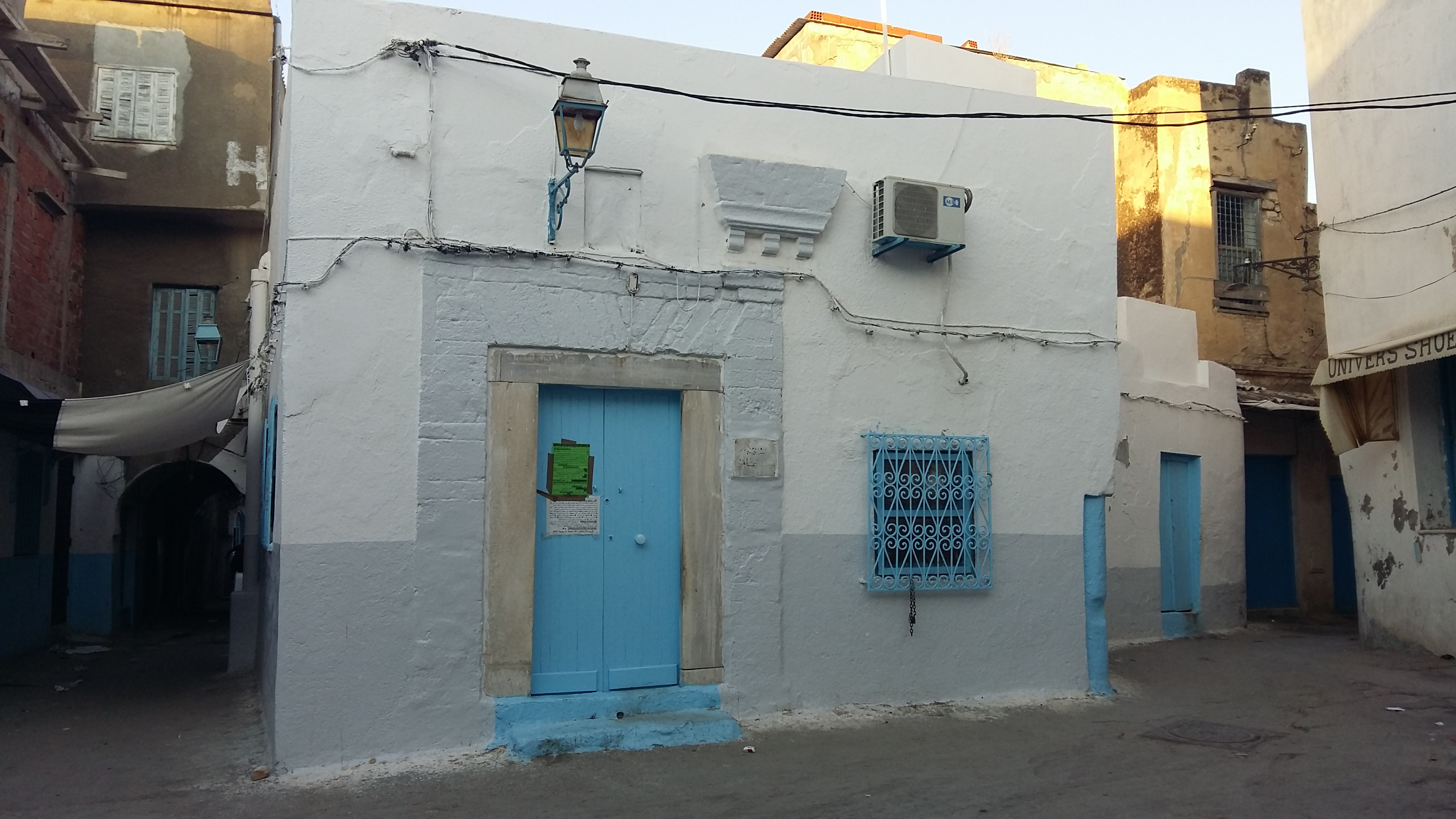
Vue de la mosquée

La mosquée Sidi Ameur (arabe : مسجد سيدي عامر), dite aussi petite mosquée de Sidi Ameur, est une mosquée tunisienne située au sud-est de la médina de Tunis ainsi qu'un monument classé depuis le 16 novembre 1928.

## Localisation
Elle se trouve au numéro 24 de la rue Sidi Ali Azzouz.

## Étymologie
Elle tire son nom du saint homme Sidi Ameur El Batach, originaire de La Marsa et mort dans la nuit du 21 Joumada al oula de l'année 933 de l'hégire.

## Histoire
Dès son enterrement dans cette mosquée en 1526, des personnes commencent à visiter cet édifice et à collecter les qualités de Sidi Ameur dans un ouvrage.

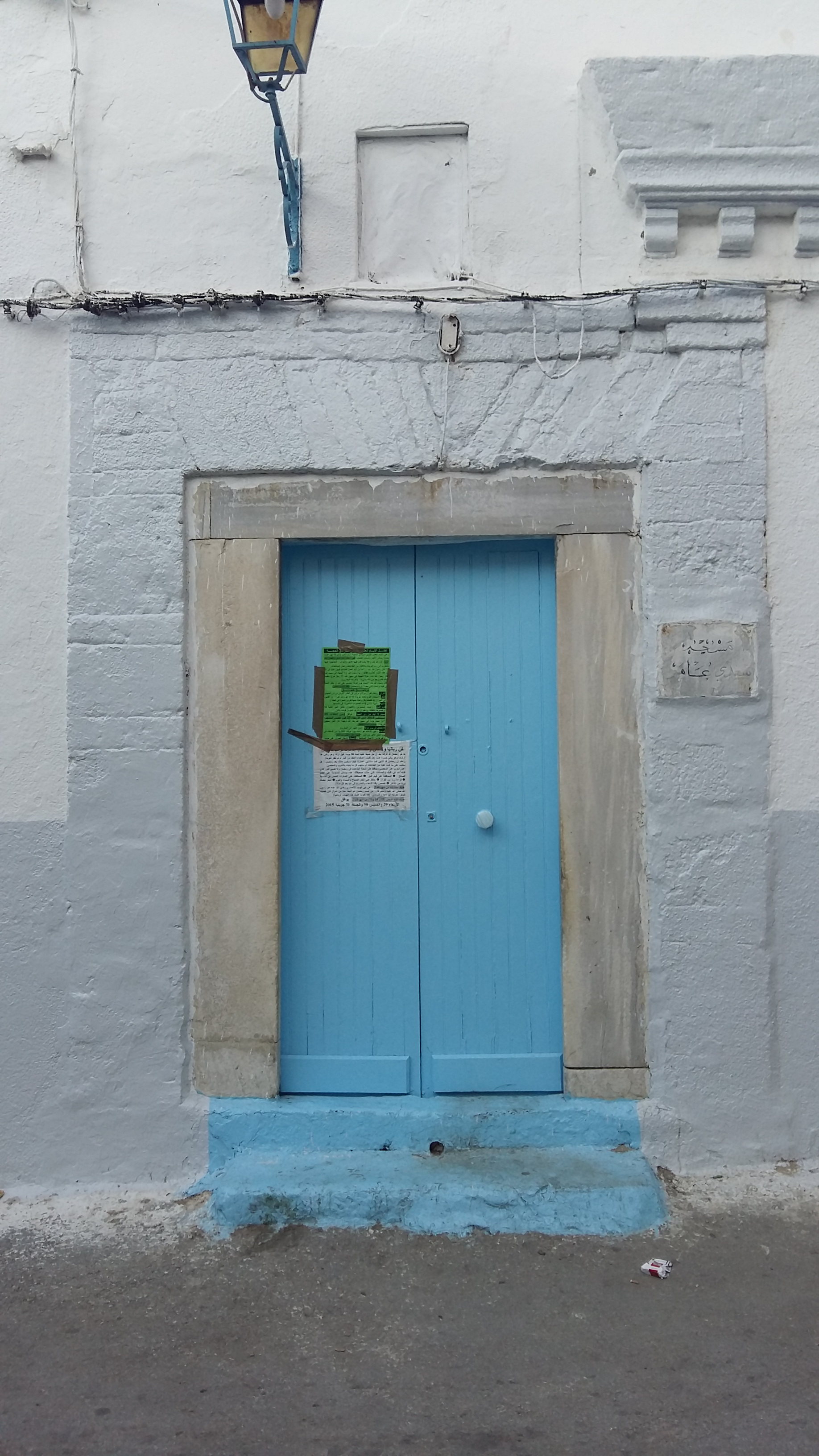
Porte d'entrée
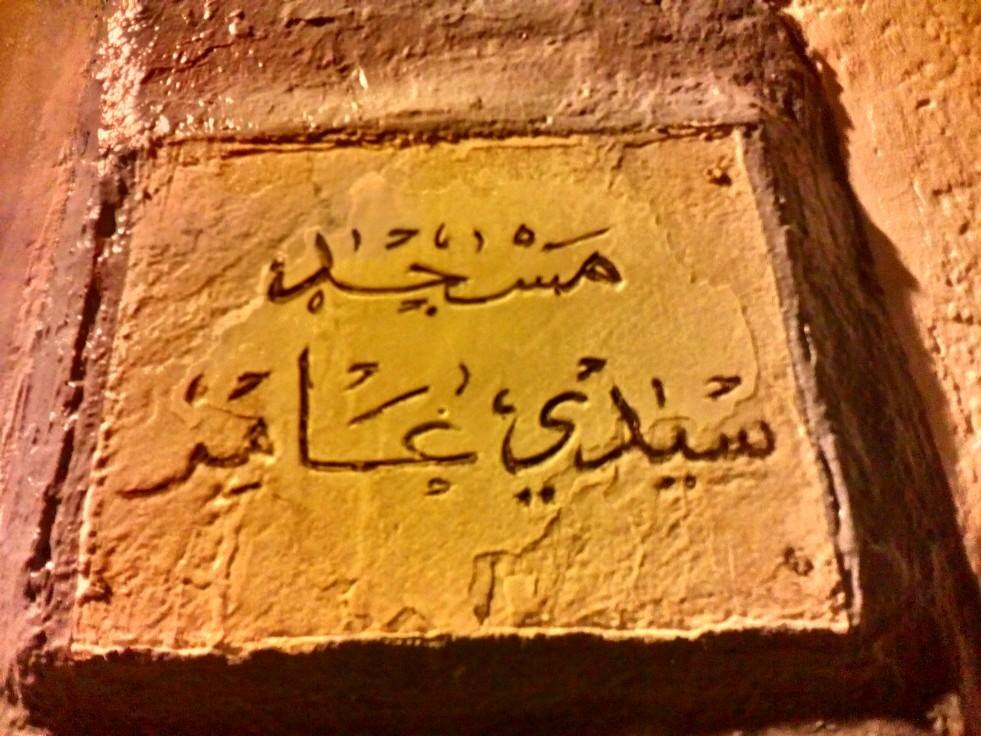
Plaque en marbre indiquant le nom de la mosquée